# واتسلاف نوژل
واتسلاف نوژل (چکی: Václav Neužil؛ ‏ تلفظ چکی: [ˈva:tslaf]؛ ‏ زادهٔ ۴ اکتبر ۱۹۷۹) بازیگر اهل جمهوری چک است. وی از سال ۲۰۰۲ میلادی تاکنون مشغول فعالیت بوده‌است و در سال ۲۰۲۱ بابت ایفای نقش امیل زاتوپک در فیلم زاتوپک برندهٔ شیر چک شد.
از فیلم‌ها یا برنامه‌های تلویزیونی که وی در آن نقش داشته‌است، می‌توان به ستاره چهارم،  در سایه، فرشته تبهکار، انتروپوید، همسر نگهبان باغ وحش، تومان و مادر یخی اشاره کرد.